# Nāḩiyat Kuwayris Sharqī
Nāḩiyat Kuwayris Sharqī (arabiska: ناحية كويرس شرقي) är ett subdistrikt i Syrien.   Det ligger i provinsen Aleppo, i den centrala delen av landet, 300 km norr om huvudstaden Damaskus.
Trakten runt Nāḩiyat Kuwayris Sharqī består till största delen av jordbruksmark. Runt Nāḩiyat Kuwayris Sharqī är det ganska tätbefolkat, med 86 invånare per kvadratkilometer.